# Zara Dampney
Zara Dampney (* 10. Juni 1986 in Poole) ist eine britische Beachvolleyballspielerin.

## Karriere
Dampney nahm 2006 mit Lucy Boulton an der Junioren-Weltmeisterschaft in Mysłowice teil. Im folgenden Jahr bildete sie ein Duo mit Shauna Mullin und absolvierte ihre ersten Open-Turniere. 2008 kam sie vorübergehend wieder mit Boulton zusammen und erreichte als bestes Ergebnis einen 17. Platz in Guarujá. 2009 spielte Dampney wieder mit Mullin und absolvierte ihre ersten Grand Slams. Bei den Kristiansand Open kamen Mullin/Dampney als Neunte erstmals in die Top Ten eines FIVB-Turniers. 2010 war der 17. Rang in Shanghai das beste Ergebnis für das britische Duo.
Im folgenden Jahr schafften Mullin/Dampney bei der Weltmeisterschaft in Rom als Dritte ihrer Vorrunden-Gruppe den Einzug in die Hauptrunde. Dort unterlagen sie im ersten Spiel den späteren Finalistinnen Walsh/May-Treanor aus den USA. 2012 erhielten sie den Startplatz des Gastgebers für das olympische Turnier in London. Vor heimischem Publikum besiegten sie im ersten Gruppenspiel das kanadische Duo Lessard/Martin, blieben aber in den beiden anderen Vorrunden-Partien sowie in der Lucky-Loser-Runde ohne Satzgewinn.
Da Mullin nach dem Olympiaturnier ihre Karriere beendete, spielte Dampney 2013 wieder mit Boulton. Als neuen Trainer engagierte sie den neuseeländischen Beachvolleyballer Kirk Pitman, mit dem sie zugleich auch verlobt ist. Bei der WM 2013 in Stare Jabłonki schieden Boulton/Dampney sieglos nach der Vorrunde aus.